# Herrenhaus Seubersdorf
Das Herrenhaus Seubersdorf war ein Herrenhaus im heute polnischen Zebrdowo, Gmina Gardeja (Gemeinde Garnsee), im früheren Kreis Marienwerder.

## Geschichte
Das Gut gehörte im 17. Jahrhundert den Belling. Laut Aufzeichnungen des örtlichen Kirchenbuches waren am Bau des Herrenhauses Kriegsgefangene der Türkenkriege beteiligt. Der Bau wurde vermutlich 1685 errichtet. Nach Belling war von Rothe Besitzer, der aber den Landesherrlichen Konsent nicht nachfragte, so dass Seubersdorf an den Landesherrn fiel. Friedrich Wilhelm I. schenkte es Generalmajor von Dönhoff. Dieser verkaufte das Gut aber doch an Roth. Durch Heirat hießen die folgenden Besitzer Schrötter, ab 1785 war von Wartensleben Besitzer. Über die Auerswald ging der Besitz 1832 an von Schwanenfeld und Frankenberg und Proschlitz. 1936 wurde im Herrenhaus ein Altersheim für Johanniterschwestern eingerichtet. Der Bau wurde in Folge des Zweiten Weltkriegs zerstört.

## Verweise
- Eintrag auf polska-org.pl